# Learmonth
Learmonth – miasto w Australii, w stanie Wiktoria.